# WARM SUMMER WOMAN
「WARM SUMMER WOMAN」（ウォーム・サマー・ウーマン）は、日本のギタリストである高中正義が1986年11月1日にリリースした17枚目のシングルである。

## 解説
2曲ともにアルバム『JUNGLE JANE』からのシングルカット。
「WARM SUMMER WOMAN」は、前年に発売された「エピダウロスの風」に引き続き、薬師丸ひろ子が出演した東芝ビデオ DIGITAL・Hi-FiのCMソングに使用された。

## 収録曲
| 全作曲・編曲: 高中正義。 |                         |              |            |      |
| #                        | タイトル                | 作詞         | 作曲・編曲 | 時間 |
| 1.                       | 「WARM SUMMER WOMAN」   |              | 高中正義   | 3:35 |
| 2.                       | 「WHEN YOU'RE NEAR ME」 | Joey Carbone | 高中正義   | 5:44 |
| 合計時間:                | 合計時間:               | 合計時間:    | 9:19       |      |